# Gasthuiskerk (Zierikzee)
De Gasthuiskerk of Kleine Kerk is een protestantse kerk van de Nederlandse Hervormde Kerk in Zierikzee in de provincie Zeeland.

## Geschiedenis
Oorspronkelijk werd hier in de 15e eeuw een kapel gebouwd aan het voormalig gasthuis dat vermoedelijk in de 14e eeuw gesticht werd en een onderkomen gaf aan arme vreemdelingen op doorreis en behoeftige zieken. Na de reformatie werd de kerk eigendom van de Waalse Hervormde gemeente in 1587. Nadat in 1613 de Waalse gemeente een nieuw gebouw aan de poststraat toegewezen kreeg, kwam de kerk in handen van de Hervormde gemeente die het kerkgebouw in gebruik namen als tweede kerk naast de Grote Kerk. Toen de Nieuwe Kerk nog in gebruik was, werd de Gasthuiskerk de Kleine Kerk genoemd.
In 1651 werd de kerk uitgebreid met een galerij omdat er behoefte voor meer ruimte was. De eerstesteenlegging gebeurde op 2 juni 1651 en in 1652 was de bouw voltooid. In de galerij werd onder meer de Korenbeurs ondergebracht. In 1653 werd de voorgevel versierd met het wapen van Zierikzee vastgehouden door een zeemeerman en een zeemeermin. Het gasthuis werd in 1814 afgebroken en in 1854 werd achter de kerk een consistorie gebouwd. Van 1948 tot 1958 werd de kerk zowel in- als uitwendig grondig gerestaureerd en in 1992-1994 werd het interieur nogmaals hersteld en ingericht.

## Beschrijving
De kerk heeft een schip met zeven traveeën uit de 14e eeuw dat in 1651 aan de zuidzijde uitgebreid werd met een overwelfde brede gaanderij. Zowel het schip als de gaanderij werden overdekt door houten tongewelven. Op het dak staat aan de westzijde een zeskantig koepeltorentje met een zeskantige spits. In de klokkenstoel hangt een klok uit 1462 met een diameter van 74 cm van klokkengieter Hendrik Waghevens uit Mechelen.
In de kerk staat een preekstoel met tuin uit de 17e eeuw. De regentenbanken tegenover de kansel zijn eveneens uit de 17e eeuw. Beiden dateren even voor de aanbouw van 1651.

## Orgel
In 1854 werd als proef een kabinetorgel geplaatst dat echter het volgend jaar terug verwijderd werd. Omstreeks 1875 werd een gehuurd kabinetorgel geleverd dat in 1847 gebouwd was door de orgelbouwers Stulting & Maarschalkerweerd en op 25 december 1887 werd een orgel gekocht dat gebouwd was door de firma L. van Dam & Zonen te Leeuwarden. Na de watersnoodramp van 1953 geraakte dit orgel beschadigd door het vocht en werd besloten een nieuw pijporgel te kopen bij de firma Marcussen & Søn te Aabenra, Denemarken, dat op 14 april 1964 in gebruik werd genomen.
De huidige organisten zijn: Johan van Broekhoven, Niels Eversdijk en Erik Zwiep.

## Fotogalerij

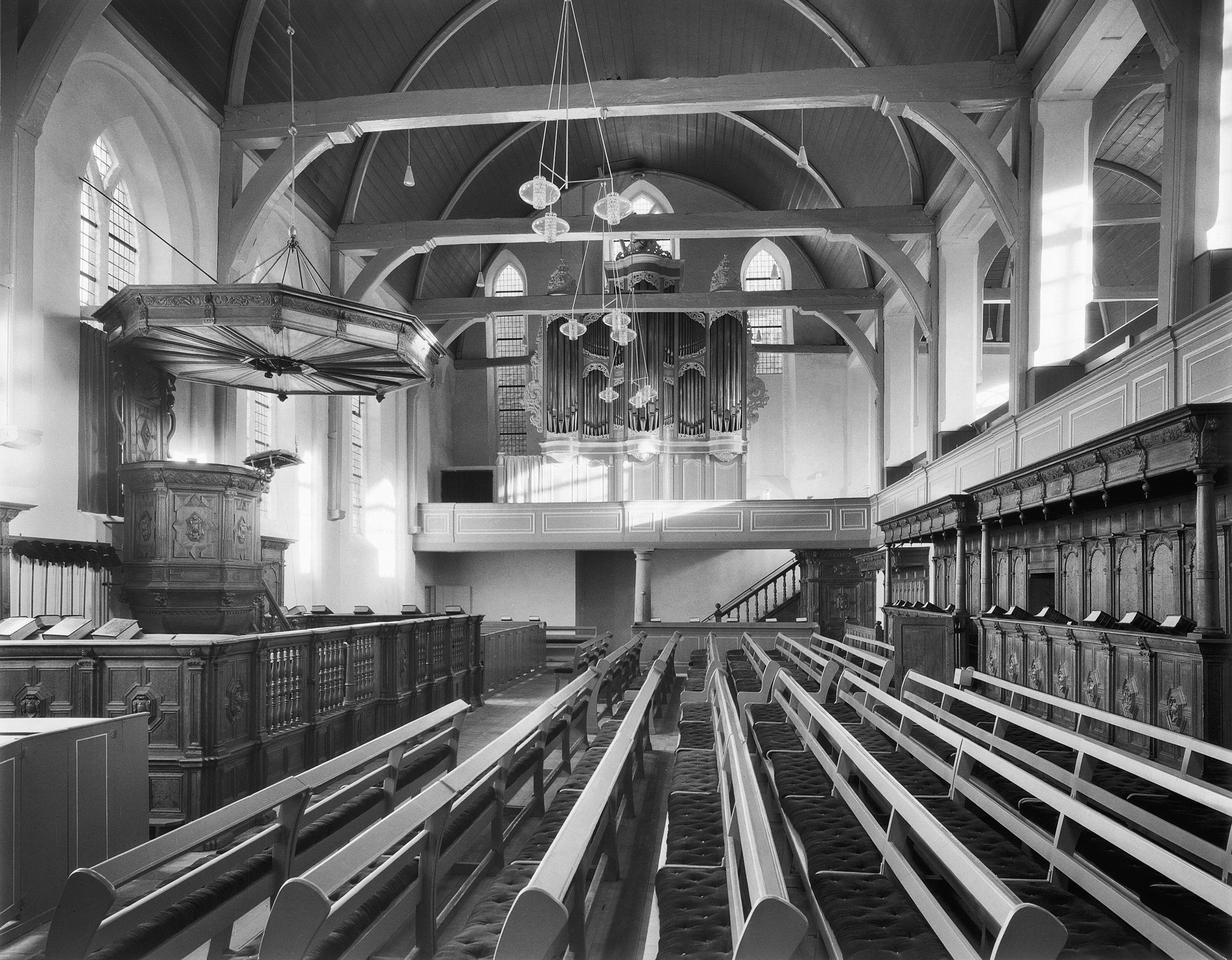
Interieur naar het oosten
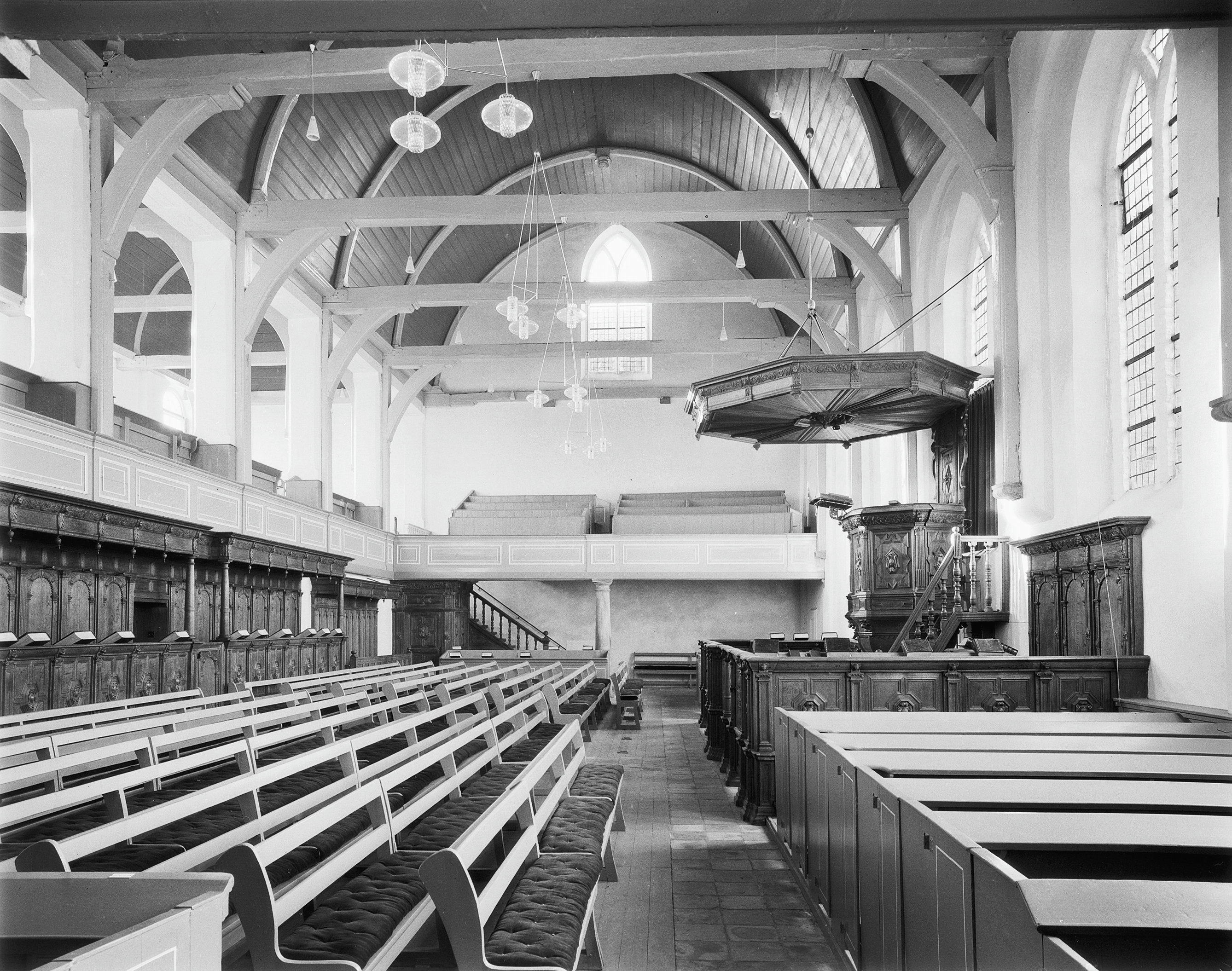
Interieur naar het westen